# Kohorszvizsgálat
A kohorszvizsgálat a longitudinális kutatások vagy panelkutatások egyik formája, amely a vizsgált mintát egy speciális populációból, a kohorszból nyeri. Maga a kohorsz olyan, körülbelül egy időben született emberek csoportja, akik valamilyen közös történeti-társadalmi tapasztalaton osztoznak – így egy kohorszba sorolhatók például az egyazon évben születettek; a koncentrációs tábor túlélői; a szocializmus ideje alatt felnőtt gyerekek; azok a személyek, akik túléltek egy természeti katasztrófát; azok a hallgatók, akik tanulmányaikat ugyanabban az évben kezdték el, stb. A kohorszvizsgálatok előnye, hogy segítségükkel az egyéni változásokat lehet nyomon követni, illetve a megfigyelt állapotokat egymással összefüggésben vizsgálva – más módszerekhez képest nagyobb pontossággal – állapíthatók meg a köztük lévő oksági kapcsolatok.
Kohorszvizsgálatokat számos tudományterületen alkalmaznak. Az orvostudományban főként a klinikai kutatásokban találkozhatunk ilyen vizsgálati elrendezéssel: kohorszkutatásokkal elsősorban az újonnan fejlesztett gyógyszerkészítmények hatását vizsgálják piacra kerülésük előtt. Epidemiológiai elemzések során szintén találkozhatunk kohorszelrendezéssel, amely lehetővé teszi az egyes betegségek kockázati faktorainak feltárását. A pszichológiában különböző kohorszelrendezéseket alkalmaznak egyes képességek fejlődésének nyomonkövetésére, vagy bizonyos személyiségjellemzők időbeli változásának vizsgálatára. A szociológia, illetve más társadalomtudományok az egyéni szocio-demográfiai jellemzők szélesebb körét is bevonják a kutatásba, és ezek tükrében vizsgálják például az iskolai teljesítmény, a jóllét és az attitűdök alakulását.

## Típusai
A kohorszvizsgálatok két fő típusát különböztetjük meg. Az időben visszatekintő (retrospektív) kohorszkutatások esetén már meglévő adatokkal dolgoznak a kutatók. Ebben az esetben – a kutatás céljától függően – adatbázisként szolgálhatnak például páciensek orvosi kartonjai, születési anyakönyvi kivonatok, halálesetek anyakönyvi kivonatai, végzettséget igazoló oklevelek. Ezzel szemben az időben előretekintő (prospektív) kohorszvizsgálatokban szükség van új adatok kinyerésére. Az első adatfelvételt követően a minta tagjait meghatározott időközönként ismételt méréseknek vetik alá, amelyek lehetnek telefonos interjúk, személyes interjúk, fizikai vizsgálatok, orvosi/laboratóriumi tesztek és postai úton kézbesített/online kérdőívek.
A prospektív kohorszvizsgálatok egy speciális csoportját alkotják a születési kohorszvizsgálatok. Ezek egy adott időszakban született gyermekek életét követik nyomon. A születési kohorszvizsgálatok között különbséget tehetünk aszerint, hogy azok adatai rövid-, közép- vagy hosszútávon válnak elemezhetővé. Rövidtávúnak tekinthetők azok a kutatások, amelyek például a gyermekek jólétében tapasztalt különbségeket vizsgálják, azok okaira és egymással való összefüggéseire vonatkoznak. Ezek a vizsgálat kezdetét követően már az első egy-két adatfelvétel után elérhetővé válnak (először leíró jelleggel, majd a követéses adatokkal kiegészülve oksági kapcsolatok formájában is). A középtávú vizsgálatokat a kohorsztagok kamasz, illetve fiatal felnőtt korában elemzik: az ekkor megfigyelt jellemzők kisgyermekkorban vagy prenatális (születés előtti) időszakban rejlő alapjait kutatják. Hosszútávúnak azok a kérdéskörök tekinthetők, amelyek vagy kifejezetten felnőtt korban vizsgálhatók, vagy intergerenációs jellegűek (vagyis a paneltagok gyermekeinek vizsgálatával válnak elemezhetővé).

## Klinikai felhasználás
A kohorszkutatások az orvostudományban a legmegbízhatóbb megfigyeléses vizsgálatok. Az analitikus epidemiológiában a kohorsz alapját jelentő tulajdonság valamely kockázati tényezőnek való kitettség, vagy ennek az exponáltságnak a hiánya. Ezekben a vizsgálatokban adott két kiinduló csoport, melyek közül az egyik exponált, míg a másik nem. Mindkét csoportba tartozó egyének mentesek a vizsgált betegségtől, és a vizsgálat során azt figyelik meg, hogyan alakulnak ki a betegségek a két csoportban.
A vizsgált csoportok kialakításának két módszere elterjedt. Az egyik esetben, az általános populáción alapuló kohorszvizsgálatoknál előzetesen egy keresztmetszeti vizsgálatot végeznek. Ennek segítségével elkülönítik a beteg és a betegségtől mentes személyeket, illetve a kockázati tényezők jelenléte is felmérésre kerül. A másik módszer a speciális exponált kohorszokon alapuló vizsgálat, amelynek segítségével az általános populációban ritkán előforduló kockázati tényezők elemzése is megvalósítható (ilyen csoport lehet például a radioaktív sugárzásnak kitett dolgozók csoportja). Kontroll csoportként szerepelhet bármilyen, az expozíció szempontjából külső csoport, mint például maga az általános populáció. Az eset-kontroll vizsgálattal szemben (ahol egy, a vizsgált betegségben szenvedő, és egy illesztett kontroll csoport eredményeit elemzik) tehát különbséget jelent, hogy itt mindkét csoport tagjai mentesek a betegségtől; a betegség fellépését, és nem a kockázati tényezőket vizsgálják; a vizsgálat iránya pedig prospektív.

## A kohorszvizsgálatok általános kérdései

### Mintaválasztás
A mintaválasztás alapvető kérdései, hogy milyen földrajzi területen, mikor és hány embert vizsgál a kutatás. Arland Thornton amerikai szociológus és munkatársai szerint kutatási szempontból a döntést az határozza meg, hogy mekkora az a legkisebb csoport, amelyről az adatelemzés során még értelmezhető eredményeket lehet kapni. Mivel a longitudinális kutatások egy típusáról van szó, figyelembe kell venni a lemorzsolódás problémáját is, amely azt jelenti, hogy az idő előrehaladtával a mintaszám valószínűleg csökkenni fog. A minta területi eloszlását elsősorban az határozza meg, hogy cél-e az országos reprezentativitás. Amennyiben a vizsgálati kérdések általános jellegűek, vagy nem kötődnek meghatározott földrajzi területekhez, úgy költséghatékonyság szempontjából célszerűbb minél szűkebb területre (például egyetlen városra vagy megyére) koncentrálni az adatfelvételt.

### A minta reprezentativitásának megőrzése
Kohorszkutatásokban az egyik legfontosabb tényező, hogy milyen válaszadási arányt érnek el az egyes adatfelvételek során. Amennyiben a kutatás tárgya indokolttá teszi, releváns kérdés az is, hogy egyes társadalmi csoportok nem válnak-e alulreprezentálttá a vizsgálat indulásakor. A kiinduló minta torzulását okozhatja az átlagosnál magasabb válaszmegtagadás bizonyos társadalmi csoportokban, vagy pedig az, hogy valamilyen oknál fogva az első megkeresés nem is éri el az érintettek bizonyos csoportjait. Longitudinális vizsgálatoknál szinte elkerülhetetlen a minta lemorzsolódása. Utánkövetéses vizsgálatoknál gyakori, hogy az egymást követő adatfelvételek során valamelyest csökken a kiindulási minta nagysága, amelynek Edith D. de Leeuw dán pszichológus szerint három oka lehet:
1. a vizsgálati résztvevő elérhetőségei nem ismertek, így nem megkereshető,
2. nem sikerül felvenni vele a kapcsolatot,
3. a résztvevő a további kutatásban nem kíván részt venni.

A nagy mértékű lemorzsolódás akár kritikus mértékben is kárt tehet az adatok felhasználhatóságában. Habár léteznek a mintakopás prevenciójára vonatkozó ajánlások (például csökkenteni a kutatás válaszadókra háruló költségeit, a jutalmakat pedig növelni), azonban ez a jelenség teljes mértékben nem kiküszöbölhető.

### A vizsgálatok időzítése
A kohorszvizsgálatok egyik legfontosabb meghatározója a vizsgálatok ütemezése. A legelső vizsgálat időpontja meghatározza, hogy milyen speciális hatások által befolyásolt csoport kerül utánkövetésre. Egy születési kohorszvizsgálatban például az egyetlen, valamelyest ismerhető hatás a születéskor fennálló történelmi helyzet. Ez szintén befolyásolhatja, de néha akár nehezen általánosíthatóvá teheti az akkor születők élettapasztalatait (például háborús körülmények között felnőtt kohorsz).
Az egymást követő vizsgálatok időzítésénél alapvető kutatási szempont, hogy bizonyos jelenségek csak bizonyos életkorokban, életszakaszokban mérhetők, és retrospektív módon nem vizsgálhatók. Ilyen lehet például a gyermekek különböző funkcióinak változása, amely óvodáskor végén-kisiskoláskor elején gyors fejlődésnek indul. Doris R. Entwisle amerikai szociológus és munkatársai épp ezért azt javasolják, hogy ilyen kutatások esetén célszerű ezeket a szenzitív, gyors fejlődéses időszakokat kiválasztani, hiszen ezekben a periódusokban a képességbeli különbségek is jobban megragadhatók. Fontos szempont még, hogy ne keressük túlságosan gyakran a mintatagokat, az ugyanis túl nagy terhet ró a résztvevőkre, és akár lemorzsolódáshoz is vezethet.

## A kohorszhatás jelensége
Kohorszhatásnak nevezzük mindazon tényezőket, amelyek a kor előrehaladtával sem változnak, és egy adott kohorsz jellemző sajátosságai. Például egy generáció tagjainak attitűdjei, értékrendje, viselkedése eltérő lehet attól függően, hogy mikor születtek, milyen szociokulturális kontextusban nőttek fel, vagy milyen speciális körülmény volt rájuk hatással. Ezek a jellemzők azonban nem alakulnak át az idő elteltével, viszonylag állandóak maradnak. Például az Y generáció tagjai nagyobb valószínűséggel használnak applikációkat vagy online megoldásokat adatrögzítésre, akár kiadásokról, akár edzéstervük követéséről legyen szó, szemben az őket megelőző generációkkal.
A kohorszhatás problémát okozhat keresztmetszeti elrendezéseknél, amelyekben két vagy több csoportot egyetlen mérés alapján hasonlítanak össze. Amennyiben vizsgált célcsoport nem egy adott kohorsz, a véletlenszerűen mintába kerülő, egy kohorszba tartozó vizsgálati személyek torzíthatják a felvett adatokat. Fontos kitétel, hogy a kohorszhatás nem feleltethető meg a korszakhatásnak. A korszakhatás magában foglal minden olyan tényezőt, amely az életkorral változhat, szemben a kohorszhatással, amely életkortól független, viszonylag állandó jelenségeket takar.

## Hátránya
A kohorszkutatások megtervezése és lebonyolítása számos nehézséget rejt. Azon kívül, hogy egy ilyen vizsgálat igen költséges és időigényes, a mintatorzulás vagy más módszertani problémák hatására előfordulhat, hogy a gyűjtött adatok mégsem elemezhetők.
Kohorszvizsgálatok elemzésénél kiemelten fontos, hogy a kapott eredményekben három, egymástól elválaszthatatlan hatás befolyása észlelhető: az életkori hatás annak a következménye, hogy a vizsgált személyek időközben idősebbé váltak. A történelmi vagy periódushatás valamilyen, időközben megjelenő külső hatásra utal (terrortámadás, természeti katasztrófa stb.). A harmadik a generációs hatás, amely azt a jelenséget írja le, hogy az egyénekre bizonyos külső hatások másképpen hathatnak aszerint, hogy ők melyik korcsoportba/generációba tartoznak. A kohorszkutatások egyik limitációja, hogy ezeknek a hatásoknak a beazonosítása és szétválasztása egyetlen kohorszvizsgálatával nem, vagy nagyon korlátozottan valósítható meg.
Mint minden longitudinális kutatásnál, így a kohorszvizsgálatoknál is torzító tényező az ún. mintakondicionálás, amely megfeleltethető a „kitanult vizsgálati személy” szindrómának: az ismételten vizsgált minta résztvevői már nem tekinthetőek „naiv” válaszolóknak, mivel befolyásolja őket mindaz, amit az előzetes tapasztalataik alapján a vizsgálatról tudnak vagy feltételeznek.

## Példák
- British Doctors’ Study: az egyik leghíresebb prospektív kohorszvizsgálat, amely 1951-2001 között zajlott az Egyesült Királyságban, célja a dohányzás káros hatásainak felderítése volt.[10] A résztvevői orvosok voltak, akikhez 6 alkalommal juttattak el önkitöltős kérdőíveket. A kutatás statisztikailag alátámasztotta, hogy a dohányzás megnöveli a tüdőrák és a szívinfarktus kockázatát, valamint 40 éves kor fölött megrövidíti az élettartamot.
- Framingham Heart Study: az 1948-ban kezdődő, mai napig tartó kardiovaszkuláris kohorszvizsgálat, melynek résztvevői a Massachusettsbeli Framingham lakói (ma már negyedik generációs résztvevők). Ezen vizsgálat előtt szinte alig volt elérhető bármilyen információ a hipertenzív (magas vérnyomásos) és érelmeszesedéses keringési megbetegedések epidemológiájáról.[11] A szív- és érrendszeri megbetegedéseket érintő, ma már olyan köztudott információk, mint a diéta, a mozgás és különböző gyógyszerek (pl. aszpirin) pozitív hatásának felderítése ennek a longitudinális vizsgálatnak az eredménye.
- Nurses' Health Study: olyan prospektív kohorszvizsgálat, amely az ápolók egészségi állapotát és betegségre való hajlandóságát vizsgálja.[12] 1976-ban, 1989-ben és 2010-ben vettek fel eddig adatokat, amelyek hozzásegítenek az egészségügyben dolgozók jóllétének fenntartásához.
- Kohorsz '18 Magyar Születési Kohorszvizsgálat: a KSH Népességtudományi Kutatóintézet és a Pécsi Tudományegyetem közös kutatása a 2018/19-ben született gyermekeket követi nyomon. Célja, hogy feltárja a magyarországi gyermekvállalási és gyermeknevelési körülményeket, illetve a gyermekek fejlődését befolyásoló családi és társadalmi sajátosságokat. Az országos vizsgálat során felmérésekre a gyermek 6, 18 hónapos és 3 éves korában fog sor kerülni játékos feladatok formájában, illetve a szülőket interjú és önkitöltős kérdőív segítségével kérdezik meg.[13]